# 干𥗽鎮
干𥗽鎮是中华人民共和国浙江省舟山市定海区下辖的一个镇，位于舟山岛北部。

## 名称
干𬒗镇名字的中间一字为“左石右览”，是见于《通用规范汉字表》三级字表的规范汉字。目前网络上使用的名字较杂，常见的有“干览镇”“干缆镇”“干石览镇”等，该镇地方政府官方网站则使用干览镇。1950年中華民國浙江省政府避居本地期间，曾由蒋经国亲自指示，乡名改为“克难”，北部的西码头也一时改为克难码头。

## 地理
该镇地处舟山岛北部，面积23.5平方公里。

## 人口
2006年底，域内渔、农、居民户籍总户数为4056户，人口1.5万，因城市化有大量人口流往定海城区。

## 行政区划
干𥗽鎮下辖以下村级行政区划单位：
每村均建一个渔农村新型社区。镇政府驻在西码头村。

## 交通
境内的西码头渔港是国家级中心渔港，S231省道的终点。